# Thái tố
Thái tố (tiếng Trung: 太素, bính âm: Tàisù) được biên soạn bởi Dương Thượng Thiện (楊上善), là một trong bốn phiên bản được biết đến của Hoàng Đế nội kinh, ba phiên bản còn lại là Tố vấn, Linh khu và Minh đường.

## Thời gian biên soạn
Dựa theo tựa đề chính thức của Thái tố vào thời điểm biên soạn, Nathan Sivin cho rằng Thái tố được viết vào năm 656 hoặc sau đó, rất có thể là trong thời gian trị vì của Đường Cao Tông (giữa thế kỷ thứ 7), và Dương Thượng Thiện đã biên soạn nó từ tàn trang của một hoặc một vài phiên bản sau thời nhà Hán của Hoàng Đế nội kinh.
Nhà lịch sử y học Tiền Siêu Trần, người từng tuyên bố Dương Thượng Thiện chết trong triều đại nhà Tùy (cuối thế kỷ thứ 6), hiện nay lại lập luận rằng, vì Thiện đã gọi Bí thư tỉnh là Lan đài (蘭臺) trong những ghi chú của mình, nên ông hẳn là đã biên soạn Thái tố vào khoảng thời gian từ năm 662 đến 670, những năm mà cái tên này được sử dụng.

## Khôi phục
Không lâu sau khi bị tuyệt tích tại Trung Quốc, Thái tố được khôi phục nhờ các bản sao được lưu truyền sang Nhật Bản, nơi chúng được tìm thấy vào cuối thế kỷ 19. Nội dung của Thái tố trùng lặp với các phần của cả Tố vấn lẫn Linh khu. Nó được đánh giá là một tài liệu quan trọng để tham khảo khi nghiên cứu lịch sử các phát kiến y học Trung Quốc.